# ت ع م−06:00
التوقيت العالمي المنسق -06:00 أو ت ع م-06:00 {بالإنجليزية:UTC-06:00} هو مقابلة الوقت المحلي للتوقيت العالمي المنسق، حيث ينقص فيه التوقت المحلي عن التوقيت العالمي بقدار 6 ساعة (-6).